# Timo Zaal
Timo Zaal (Leeuwarden, 9 februari 2004) is een Nederlands voetballer die doorgaans speelt als centrale verdediger. In juli 2023 verruilde hij sc Heerenveen voor Feyenoord.

## Clubcarrière
Zaal speelde in de jeugd van LAC Frisia 1883 en SC Cambuur. voor hij in 2015 werd overgenomen door sc Heerenveen, waar hij in de jeugdopleiding terechtkwam. In februari 2020 ondertekende hij zijn eerste professionele contract bij de club. Zaal maakte op 10 april 2022 zijn professionele debuut namens Heerenveen in de negenentwintigste speelronde van de Eredivisie in het seizoen 2021/22. In het eigen Abe Lenstra Stadion werd gespeeld tegen FC Groningen. Door twee doelpunten van Sydney van Hooijdonk, een van Sven van Beek en een tegentreffer van Neraysho Kasanwirjo won Heerenveen met 3–1. Zaal moest van interim-coach Ole Tobiasen als reservespeler aan het duel beginnen en viel in de blessuretijd in voor Thom Haye.
Aan het einde van het seizoen 2022/23 verliep zijn verbintenis en hierop verliet Zaal de club. Na zijn vertrek tekende de verdediger voor twee seizoenen (met een optie op een jaar extra) bij Feyenoord, waar hij in het belofteteam kwam te spelen. In het voorjaar van 2025 besloot Feyenoord de optie in zijn aflopende verbintenis niet te lichten.

## Clubstatistieken
| Seizoen | Club          | Competitie | Competitie | Competitie | Beker | Beker | Internationaal | Internationaal | Totaal | Totaal |
| Seizoen | Club          | Competitie | Wed.       | Dlp.       | Wed.  | Dlp.  | Wed.           | Dlp.           | Wed.   | Dlp.   |
| ------- | ------------- | ---------- | ---------- | ---------- | ----- | ----- | -------------- | -------------- | ------ | ------ |
| 2021/22 | sc Heerenveen | Eredivisie | 2          | 0          | 0     | 0     | —              | —              | 2      | 0      |
| 2022/23 | sc Heerenveen | Eredivisie | 1          | 0          | 0     | 0     | —              | —              | 1      | 0      |
| 2022/23 | Feyenoord     | Eredivisie | 0          | 0          | 0     | 0     | 0              | 0              | 0      | 0      |
| 2023/24 | Feyenoord     | Eredivisie | 0          | 0          | 0     | 0     | 0              | 0              | 0      | 0      |
| 2024/25 | Feyenoord     | Eredivisie | 0          | 0          | 0     | 0     | 0              | 0              | 0      | 0      |
| Totaal  | Totaal        | Totaal     | 3          | 0          | 0     | 0     | 0              | 0              | 3      | 0      |

Bijgewerkt op 9 april 2025.